# 盈浦街道
盈浦街道，是中华人民共和国上海市青浦区下辖的一个乡镇级行政单位。面积25.14平方公里。户籍人口4.96万人（2008年）。

## 行政区划
盈浦街道下辖以下居委会和村委会：
庆华社区、庆新社区、城北社区、龙威社区、复兴社区、解放社区、西部花苑社区、尚美社区、万寿社区、盈港社区、盈中社区、三元河社区、盈联社区、民乐社区、民佳社区、绿舟社区、上达社区、浩泽社区、民欣社区、贺桥村、南厍村、俞家埭村、天恩桥村和南横村。